# Droits des animaux
Cet article concerne le concept philosophique et politique portant sur les droits moraux des animaux, lié à la protection animale ou à la libération animale. Pour l'association, voir Droits des animaux (association). Pour la branche du droit traitant des animaux, voir Droit animal.
Les droits des animaux désignent les idées philosophiques et politiques qui soutiennent que les animaux non humains ont des droits moraux et qu'ils devraient être des sujets de droit dans les systèmes juridiques, où jusqu'à présent seuls les humains ou des entités de regroupement (personnes physiques et morales) sont généralement des sujets. Les droits des animaux sont fondés sur l'idée que les besoins et intérêts des espèces animales non humaines — se nourrir, se déplacer, se reproduire et éviter la souffrance, par exemple — sont suffisamment complexes et liés à un développement cognitif leur permettant d'avoir des droits moraux et légaux.
Ces idées sont postulées par le mouvement de protection animale ou de libération animale. Ce mouvement vise non seulement à offrir de meilleures conditions de vie aux animaux, mais aussi à les inclure dans la communauté morale en donnant une importance à leurs intérêts fondamentaux. Il affirme que les animaux ne devraient pas être éthiquement (et a fortiori légalement) considérés comme des biens humains ou traités comme des ressources à des fins humaines.
Nietzsche a eu le mérite de poser le problème au cœur de la réflexion philosophique sur le monde animal et qui se pose à toutes les époques : existe -t-il une unité du vivant, y a-t-il continuité entre les différents règnes avec seulement des différences de degrés et pas de nature, peut-on parler d'une communauté de destin entre tous les vivants ? Les défenseurs de la cause animale répondent oui à ces questions contrairement à ceux qui défendent une différence radicale entre l'humain et l'animal.

## Histoire
Le débat sur les droits des animaux a été initié par des philosophes de l'Antiquité comme Pythagore au VIe siècle avant notre ère, que l'on a appelé « le premier philosophe des droits des animaux ». Il réclamait le respect pour les animaux parce qu'il croyait en la transmigration des âmes entre humains et non-humains : en tuant un animal, on aurait pu alors tuer un ancêtre. Il défendait le végétarisme, rejetant l'emploi des animaux comme nourritures ou victimes sacrificielles,.

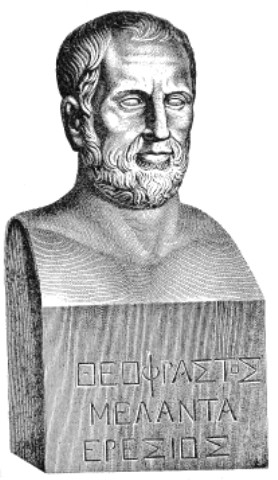
Buste de Théophraste.

Aristote, au IVe siècle av. J.-C., déclarait que les animaux se plaçaient loin en dessous des humains dans la scala naturæ, à cause de leur irrationalité, et parce qu'ils n'auraient pas d'intérêt propre. L'un de ses élèves, Théophraste, exprima son désaccord, se positionnant contre la consommation de viande en alléguant qu'elle privait les animaux de leur vie, et qu'elle était donc injuste. Les animaux, dit-il, peuvent raisonner, sentir, et ressentir de la même manière que les êtres humains. Cet avis ne prévalut pas, et c'est la position d'Aristote - selon laquelle les humains et les non-humains vivaient dans des règnes moraux différents parce que les uns étaient doués de raison et non les autres - qui persista largement jusqu'aux contestations de certains philosophes dans les années 1970.
Peter Singer, dans son Oxford Companion to Philosophy, estime que le premier chapitre de la Genèse décrit comment Dieu donna aux êtres humains la domination sur les animaux, modérée dans la Torah par des injonctions à la douceur ; par exemple, en ne faisant pas travailler ses bœufs lors du chabbat. Le Nouveau Testament est dépourvu de telles exhortations, Paul interprétant cette exigence au bénéfice des propriétaires humains et non des animaux eux-mêmes. Augustin considère que Jésus a laissé les porcs de Gadarène se noyer dans le but de démontrer que l'homme n'a aucun devoir de prendre soin des animaux, une position adoptée par Thomas d'Aquin, qui dit que les humains ne devraient montrer de la charité envers les animaux que pour s'assurer que des habitudes de cruauté ne s'insinuent dans notre traitement envers les êtres humains, une position reprise par Locke et Kant.
Au Moyen Âge, des procès contre des animaux (porcs, charançons, chenilles, mulots, serpents, etc.) furent organisés par l'Église. Des avocats étaient nommés en défense des animaux,.
Au XVIIe siècle, le philosophe français René Descartes soutint, dans sa théorie de l'animal-machine, que les animaux n'avaient ni âme ni esprit, et qu'ils n'étaient que des automates complexes. Ils ne pouvaient donc ni penser ni souffrir. Ils seraient équipés pour voir, entendre, toucher, et même éprouver la peur et la colère, mais ils ne seraient pas conscients. En opposition à cette thèse, Jean-Jacques Rousseau, dans la préface de son Discours sur l'inégalité (1754), rappelle que l'homme a commencé comme un animal, bien que non « dépourvu d'intelligence et de liberté ». Cependant, les animaux étant des êtres doués de sensibilité, « ils devraient participer au droit naturel, et … l'homme est sujet à de certains devoirs envers eux ».

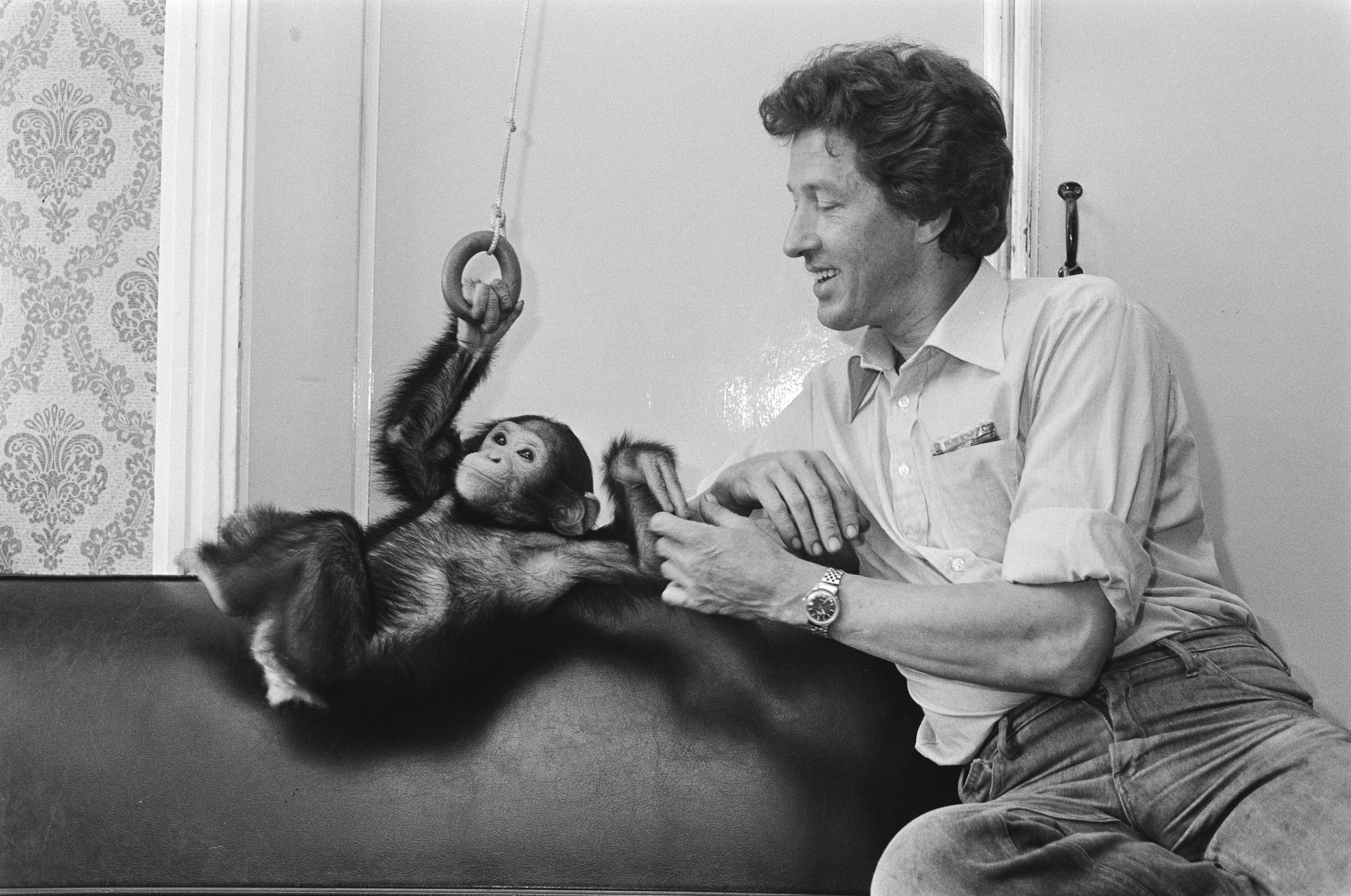
"Sita, un chimpanzé d'un an et demi, émigre en Afrique car les Pays-Bas ne veulent plus détenir de singes". Photo : Marcel Antonisse/Anefo, 1981.

Plus tard, au XVIIIe siècle, l'un des fondateurs de l'utilitarisme moderne, le philosophe anglais Jeremy Bentham, déclara que la souffrance des animaux est aussi réelle et moralement importante que la souffrance humaine, et que « le jour viendra où le reste de la création animale acquerra ces droits qui n'auraient jamais dû leur être refusés si ce n'est de la main de la tyrannie ». Bentham considérait que la faculté de souffrir, et non la faculté de raisonner, devait être le critère pour évaluer le traitement juste des autres êtres. Si la capacité à raisonner en était le critère, plusieurs êtres humains, en comptant les bébés et les personnes handicapées, seraient traitées comme s'ils étaient des choses, écrivit-il en une citation célèbre.
En 1822, le Parlement du Royaume-Uni adopta la première loi de protection animale au monde : la loi Martin's Act, introduite par le député irlandais Richard Martin. Elle interdit les actes de cruauté à l'encontre du « bétail » (chevaux, vaches, moutons…),. La première association de protection animale ou de bien-être animal, la Royal Society for the Prevention of Cruelty to Animals, fut fondée en Grande-Bretagne en 1824, et des groupes similaires naquirent rapidement ensuite en Europe puis en Amérique du Nord. En France, la Société protectrice des animaux (SPA) est créée en 1845, à Paris, en ayant pour objet d'améliorer « le sort des animaux, dans une pensée de justice, de morale, d'économie bien entendue et d'hygiène publique ». Le 2 juillet 1850, le général de Grammont fait adopter une loi relative aux mauvais traitements infligés aux animaux domestiques. Le premier groupe aux États-Unis, l'American Society for the Prevention of Cruelty to Animals, entra dans la charte de l'État de New York en 1866. Le premier mouvement anti-vivisection fut créé dans la seconde moitié du XIXe siècle. Le concept de droits des animaux devint le thème d'un livre influent en 1892, Animals' Rights: Considered in Relation to Social Progress, par le réformateur social anglais Henry Salt, un an après avoir formé la Ligue humanitaire, avec pour objectif d'interdire la chasse en tant que sport.
En 1978, une Déclaration universelle des droits de l'animal fut proclamée à la Maison de l'Unesco. Elle n'a cependant pas de valeur juridique.
Depuis le 16 février 2015, les animaux sont officiellement reconnus en France comme des « êtres doués de sensibilité ». Cette reconnaissance est le résultat d'un important mouvement social et culturel constitué d'associations et défenseurs de la cause animale, qui a pris naissance depuis les années 1970 en France et au delà, lancé par les fondateurs de l'éthique animale Peter Singer en 1975 et Tom Regan qui a publié Les Droits des animaux en 1983.
Mi 2021, en Inde du Nord, la Haute Cour de l’Uttarakhand a reconnu au règne animal (c'est-à-dire à toutes les espèces animales) un droit inhérent à la vie, une première juridique dans le monde. Ce même tribunal avait reconnu les droits du fleuve Gange (décision ensuite cassée sur demande de l’État de l’Uttrakhand qui a fait appel auprès de la Cour suprême).
En 2022, la Cour constitutionnelle de l'Équateur reconnait des droits juridiques distincts aux animaux sauvages, une première mondiale. Cette décision donne entre autres un droit “d’exister, de s’épanouir et d’évoluer” à la biodiversité dans le contexte des interactions espèces. La chasse, la pêche, la cueillette et la sylviculture restent autorisées tant qu’elles sont pratiquées dans le cadre d’autres lois préexistantes (protégeant des animaux menacés par exemple), et qu’elles sont menées de manière à limiter la souffrance.

## Différents mouvements à travers le monde

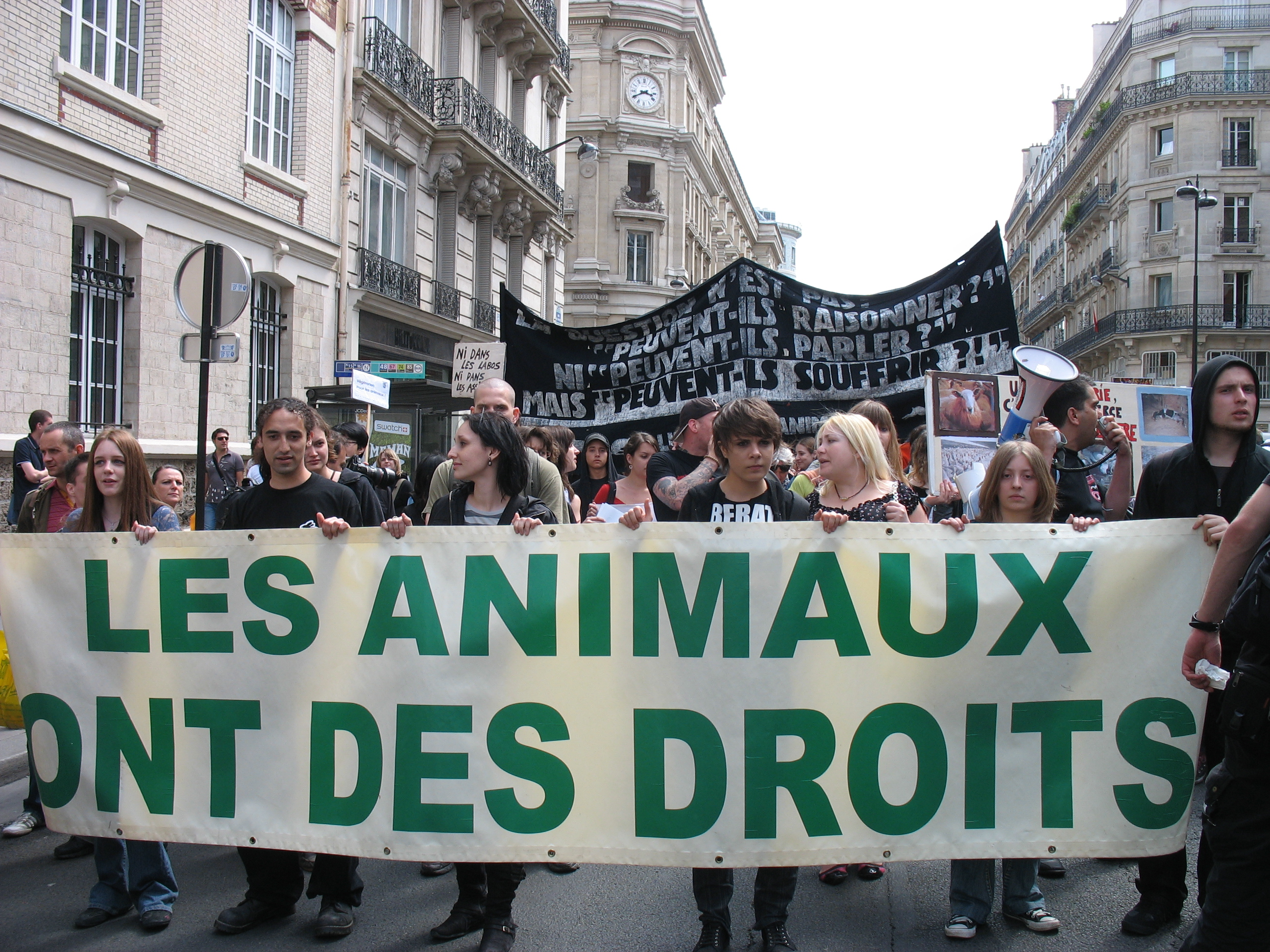
Bannière "Les animaux ont des droits" lors d'une manifestation à Paris en 2008.

En France, la plus ancienne association de défense des animaux est la SPA, fondée en 1845. En novembre 2016, le premier parti animaliste de France a vu le jour.
Certains mouvements sont parfois considérés comme radicaux, c'est-à-dire qu’ils réalisent des actions « coup de poing » qui sont dénoncées comme étant trop violentes. C’est le cas des mouvements anglais Animal Rights Militia (ARM) ou Animal Liberation Front (ALF) Front de libération des animaux et du mouvement américain The Revolutionary Cels - Animal Liberation Brigade (RCALB) (en). Ces mouvements s’en prennent parfois aux directeurs des laboratoires qui pratiquent la vivisection.

## Diversité des approches des droits des animaux
Tous les partisans des droits des animaux estiment que les intérêts individuels des animaux non humains méritent d'être reconnus et protégés, mais le mouvement peut être divisé en deux grands camps. Les défenseurs des droits des animaux croient que ces intérêts fondamentaux confèrent des droits moraux aux animaux, et/ou devraient leur conférer des droits légaux ; voir, par exemple, le travail de Tom Regan. Les utilitaristes, quant à eux, ne croient pas que les animaux possèdent des droits moraux, mais soutiennent, pour des raisons utilitaristes — l'utilitarisme dans sa forme la plus simple préconisant que nous fondions les décisions morales sur le plus grand bonheur du plus grand nombre — que, parce que les animaux ont la capacité de souffrir et de ressentir du plaisir, leur souffrance et leur bien-être doivent être pris en compte dans toute philosophie morale. Exclure les animaux de cette considération, affirment-ils, est une forme de discrimination qu'ils appellent spécisme ; voir, par exemple, les travaux de Peter Singer.
La diversité existe également relativement à la question du réformisme et de l'abolitionnisme, et il existe un débat au sujet de la légitimité de l'action directe pour faire concrétiser les droits des animaux. Les défenseurs des droits des animaux réformistes revendiquent que les humains devraient cesser de « maltraiter » les animaux. La position abolitionniste des droits des animaux estime que les humains devraient cesser complètement les pratiques spécistes envers les animaux. Gary Francione, l'un des chefs de file de l'abolitionnisme, a conçu son approche en réponse à l'accent mis sur la réforme des lois. Certains tenants de la position abolitionniste considèrent que la réforme des lois est contre-productive et s'appuient uniquement sur l'éducation non violente et la persuasion morale dans leurs activités. Ils considèrent la promotion du véganisme comme un moyen de créer une culture débarrassée de spécisme et permettant d'abolir l'agriculture animale. D'autres personnes défendant la position abolitionniste des droits des animaux pensent que les animalistes ne devraient pas s'appuyer uniquement sur la promotion du véganisme mais devraient utiliser une stratégie de mouvement social axée sur l'expression de revendications politiques, ce que font concrètement toutes les ONG pour les droits des animaux qui participent à la Journée mondiale pour la fin du spécisme au cours de laquelle elles expriment la revendication que les pratiques spécistes doivent être interdites. Cette stratégie politique basée sur la sociologie de la construction sociale des problèmes est défendue par l'activiste Anoushavan Sarukhanyan qui a écrit plusieurs articles sur le sujet,.

## Arguments en faveur des droits des animaux

### Théoriciens et aspect législatif des droits des animaux
(juin 2019).

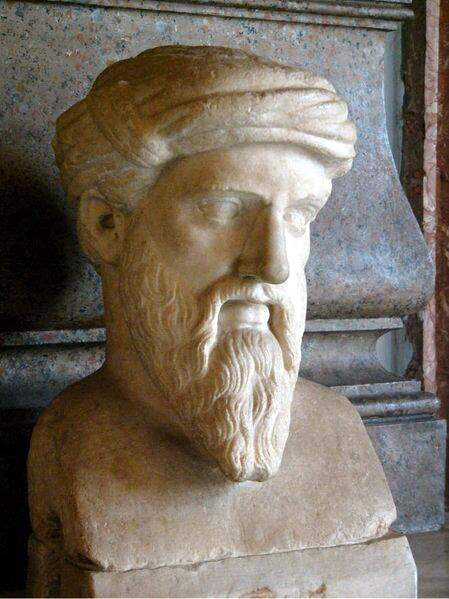
Buste de Pythagore.

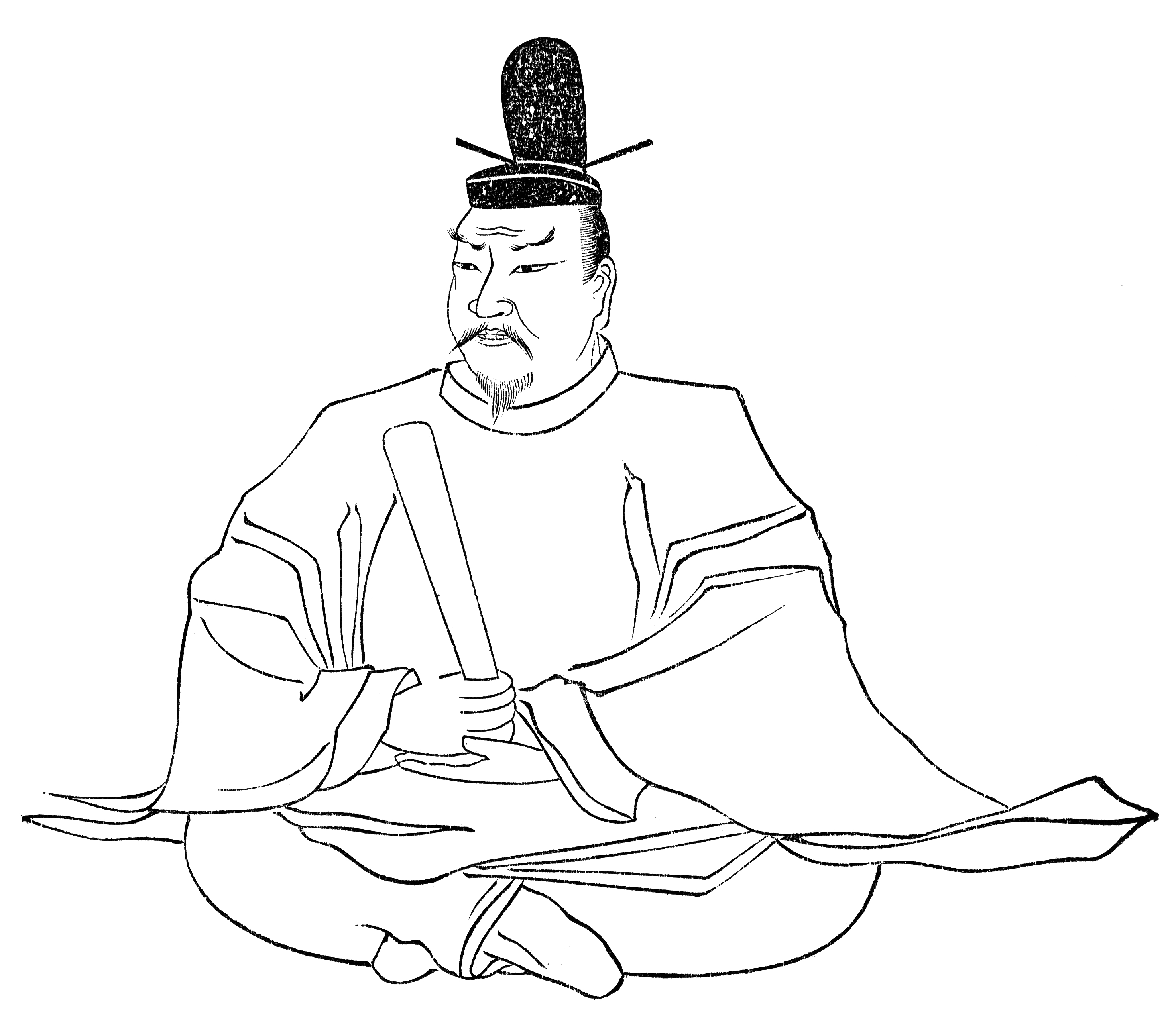
L'empereur japonais Temmu.

Le végétarisme est une pratique qui peut être motivée par le droit – défini comme l'« ensemble des règles qui régissent la conduite de l'homme en société, les rapports sociaux », dans le cadre évidemment du droit considérant comme nécessaire les droits des animaux.
Le végétarisme (ou l'interdiction de tuer/manger un animal), en tant que norme à faire respecter par des lois, existe depuis l'Antiquité, avec, en Inde, les édits de l'empereur Ashoka (v. 304 av. J.-C. - 232 av. J.-C.), au Gujarat, les lois du roi jaïn Kumârapâla (1143–1172),,, et, au Japon, les lois promulguées (en 676 ap. J.-C.) par l'empereur Temmu par exemple, mais aussi en Europe à l'époque présocratique, avec, en particulier, Pythagore et Empédocle :
Cicéron rapproche de manière critique les deux philosophes Pythagore et Empédocle quand il rapporte qu'à leurs yeux, tous les vivants jouissant du même droit :

« il fallait que les mêmes sanctions frappent les homicides et ceux qui tuent des animaux : les hommes […] ne forment pas seulement une communauté avec les dieux, mais avec les bêtes […] – en vertu d'un « esprit un qui pénètre, à la façon d'une âme, le cosmos tout entier. »

En passant aux philosophes du XXe siècle, il y a les thèses des philosophes du droit italiens Martinetti et surtout Goretti. En 1926, Piero Martinetti avait publié La psiche degli animali (Le psychisme des animaux), dans lequel il avait souligné que les animaux possèdent l'intelligence et la conscience et, en général, une vie intérieure, comme il ressort des « attitudes, les gestes, la physionomie » ; cette vie intérieure est « probablement très différente et loin » de la vie intérieure humaine, mais elle « a aussi les caractéristiques de la conscience et ne peut pas être réduite à un simple mécanisme physiologique ». En 1928 Goretti dépasse ce point de vue, et affirme que les animaux sont de véritables « sujets de droit » et que l'animal a une « conscience morale » et une perception du juridique. De cette façon, il a anticipé les questions de la bioéthique et de l’éthologie ; malgré l'originalité et le caractère novateur des thèses de Cesare Goretti, son travail a été entièrement négligé dans le débat sur les droits des animaux et dans les études d'éthologie,.

« On ne peut nier à l'animal, quoique vague, l'utilisation de la catégorie de causalité ; de la même façon, on ne peut pas exclure que l'animal, participant à notre monde, ait un sens obscur de ce que peut être la propriété ou l'obligation. D'innombrables cas démontrent comment le chien est le gardien jaloux de la propriété de son maître, et comment il participe à son utilisation. Quoique inconnue, doit fonctionner en lui cette vision de la réalité extérieure comme quelque chose qui lui est propre ; ce n’est que pour l'homme civilisé qu’il s'agit de structures sophistiquées. Il est absurde de penser que l'animal qui rend service à son maître agit seulement selon son instinct. […] Le chien sent, de façon obscure et significative, ce rapport pour les services rendus et échangés. Bien sûr, l'animal ne peut pas comprendre le concept de ce qui est la propriété, l'obligation ; il suffit qu’il montre vers l'extérieur de faire usage de ces principes, qui en lui fonctionnent encore en manière obscure et sensible.[pas clair] »

— Cesare Goretti, L’animale quale soggetto di diritto, 1928

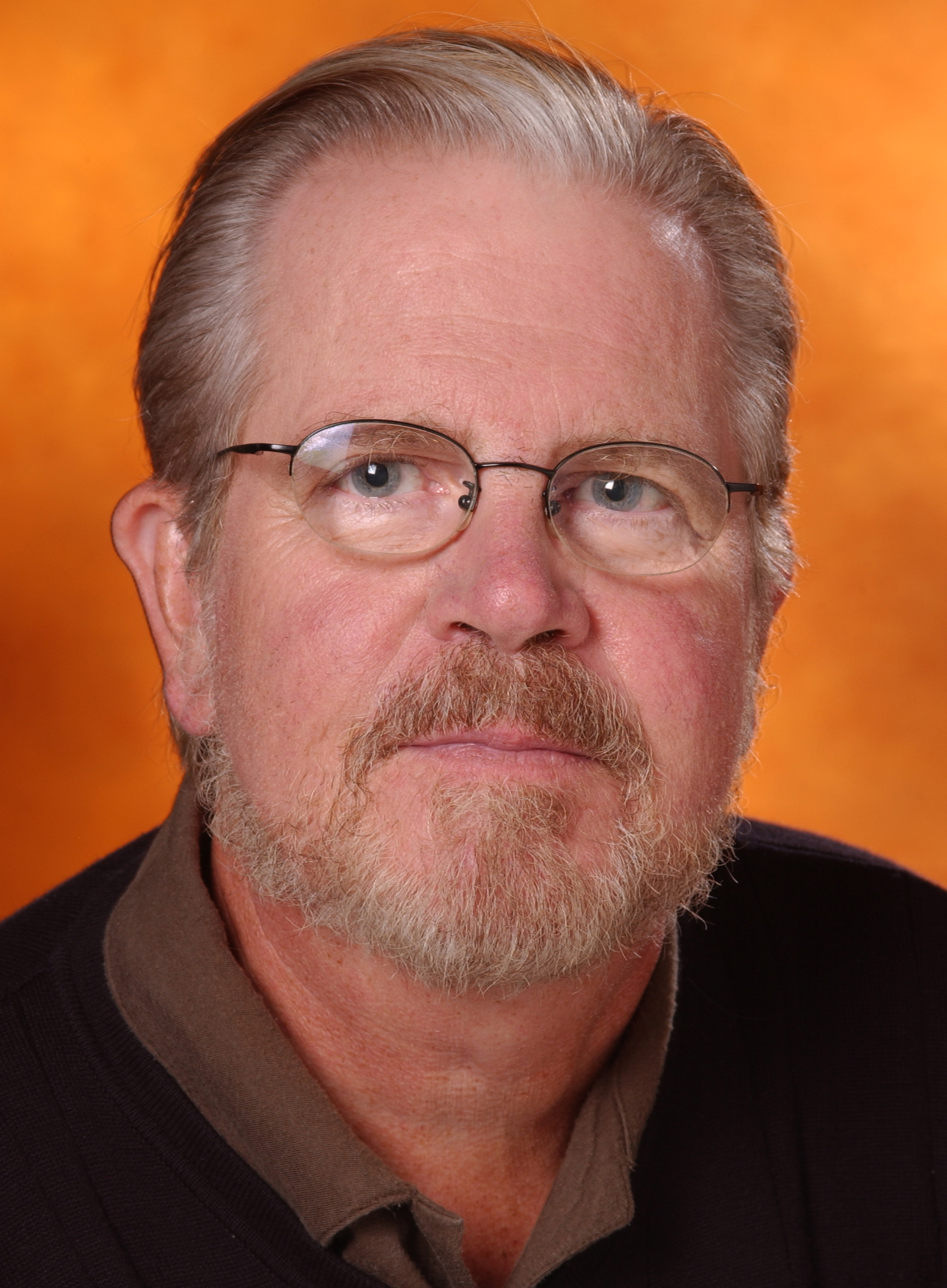
Tom Regan.

Aujourd'hui, c'est le philosophe américain Tom Regan, professeur à l'université d'État de Caroline du Nord (et président en 1993 de l' American Society for Value Inquiry), qui est célèbre pour sa défense du végétarisme et des animaux dans le cadre du droit ; en premier lieu, il prend appui, pour développer sa théorie du droit, sur la considération de la vie mentale des animaux, considérée selon leur degré de complexité, et en arrive à ce bilan :

« La conclusion de T. Regan est la suivante : certains animaux ont une vie mentale suffisamment complexe pour avoir une expérience propre de leur bien-être. En d'autres termes, ils ont une vie mentale assez complexe pour que ce qui leur arrive leur importe. »

— Jean-Yves Goffi, Droits des animaux et libération animale, Si les lions pouvaient parler, essais sur la condition animale, sous la direction de Boris Cyrulnik.
Ce faisant, les conséquences de ce point de vue amènent à considérer l'animal en tant que tel comme détenteur de droits :

« Les êtres qui sont les sujets d'une vie ont une valeur inhérente. Seul le langage des droits est apte à exprimer l'exigence de ne pas leur infliger des dommages sans des raisons contraignantes. […] On est le sujet d'une vie dès lors qu'on est capable de manifester une vie mentale assez complexe pour s'intéresser à son bien-être […]. Il s'ensuit que les animaux sont des sujets d'une vie et qu'ils sont des titulaires de droits, même s'ils ne le savent pas. »

— Jean-Yves Goffi, op. cit..
Les obligations qu'impose une telle conception du droit, vont au-delà de la pratique du végétarisme :

« Tom Regan considère comme injustifiables des pratiques ou des institutions comme la chasse, la pêche, l'alimentation carnée, les cirques, les zoos, l'élevage intensif. […] Il englobe dans la même condamnation l'expérimentation sur l'animal dans une perspective médicale ou biologique […]. Il n'admet de transgression au principe de (non)-dommage que dans des cas soigneusement définis d'auto-défense.[…] Être le sujet d'une vie […] suffit à conférer des droits et à justifier la protection du titulaire de ces droits, avant même que quoi que ce soit ait été énoncé à propos de ce qui rend la vie digne d'être vécue. La puissance publique doit protéger impartialement ces droits, indépendamment de toute conception du bien et du mal. »

— Jean-Yves Goffi, op. cit..
Ce point de vue est partagé (mais élargi à tout être vivant sensible et non aux seuls animaux qui ont des capacités cognitives complexes) par le professeur de droit à l'université d'État du New Jersey Gary Francione, qui écrit :

« Le mouvement pour les droits des animaux soutient que tous les êtres sensibles, humains ou non, ont un droit : le droit fondamental à ne pas être traités comme la propriété d'autrui. Notre reconnaissance de ce droit fondamental signifie que nous devons abolir – et non pas simplement réglementer – les pratiques établies d'exploitation animale, parce qu'elles supposent que les animaux sont la propriété des humains. (…) Nous considérons que le pas principal vers l'abolition que chacun de nous peut franchir consiste à adopter un mode de vie végan et à éduquer le public sur ce mode de vie,. »

Ce rapport au droit se veut donc une conception de la justice concernant les êtres humains ou non humains pour le bénéfice de tous ; ainsi, dans l’introduction de Vegetarianism, a way of life, de Dudley Giehl, Isaac Bashevis Singer écrit :

« Tant que les êtres humains continueront à répandre le sang des animaux, il n’existera pas de paix dans le monde. La distance qui existe entre la création des chambres à gaz à la Hitler et les camps de concentration à la Staline n’est que d’un pas, car tous ces actes ont été perpétrés au nom d’une justice sociale et il n’y aura aucune justice tant que l’homme empoignera un couteau ou un pistolet pour détruire des êtres plus faibles que lui. »

Selon la juriste et philosophe Valéry Giroux la cohérence du droit et de la morale exige l'extension des droits fondamentaux à tous les êtres sensibles. Les droits fondamentaux en question sont les suivants: le droit à ne pas être torturé, le droit à ne pas être tué et le droit à ne pas être asservi ou exploité.
Ces droits se fondent sur les intérêts spécifiques qu'ils protègent. Respectivement, ils reposent sur l'intérêt à ne pas souffrir, l'intérêt à vivre et l'intérêt à être libre,.
Certains universitaires juristes proposent de faire de l'animal une personne au sens juridique et plus précisément une personne physique non-humaine. C'est le sens de la Déclaration de Toulon, à vocation internationale, proclamée le 29 mars 2019.
L'idée d'accorder des droits aux animaux est soutenue par des professeurs de droit tels qu'Alan Dershowitz et Laurence Tribe de la faculté de droit de Harvard, et des cours de loi animale sont maintenant dispensés dans 92 des 180 écoles de droit des États-Unis[pertinence contestée].

### Question de l'humanité face à l'altérité.
Plus largement le sujet de la cause animale ouvre aussi la question de notre rapport à l'altérité. L'autre, c'est l'animal mais ce peut être l'étranger, la femme, le barbare, l'infidèle...que l'on rejette, soumet, tue tout en l'admirant parfois comme si la différence dérange et fascine simultanément. 
On peut constater que c'est dans l'opposition aux autres que l'homme se définit le plus facilement, l'autre le renvoie à son identité, à son humanité. Nos sociétés qui se considèrent développées peuvent se montrer cruelles face à ce qui leur échappe. Sortir de ces schémas vers une reconnaissance des droits des animaux, comme celle des droits des enfants, des minorités, peut être considéré comme une avancée de notre humanité, même si les choses sont encore loin d'être satisfaisantes. 
Derrida nous engage à sortir de notre humanisme encore trop étroit et les animaux peuvent nous y aider pour aller vers des temps où selon l'expression de Jeremy Bentham " l'humanité étendra son manteau sur tout ce qui respire".

## Critiques
(11 août 2021).

### Intérêts des animaux
Le philosophe Raymond Frey (en), en désaccord avec Peter Singer, se place pourtant comme ce dernier dans le cadre de l'utilitarisme des préférences (en). Dans Interests and Rights (1980), Frey postule que les animaux n’ont pas d’intérêts. En effet, selon lui, les animaux n'ont pas de langage, donc pas de croyances (une croyance étant conçue par Frey comme la croyance qu'une certaine phrase est vraie), donc pas de désirs, donc pas d'intérêts propres.
Cette affirmation selon laquelle les animaux n’ont pas de croyances ou que le langage est nécessaire pour en avoir est aujourd’hui contredite par les connaissances acquises en sciences cognitives et en éthologie. Par ailleurs, ce point de vue soulève la question des cas marginaux dans l'espèce humaine : certains humains, tels que les nouveau-nés ou encore des personnes souffrant de handicap mental, ne disposent pas du langage ; selon Frey, ces humains ne peuvent de ce fait pas avoir de croyances, donc pas de désirs, donc pas d'intérêts propres, et seuls les intérêts de leurs proches seraient à prendre en compte dans le traitement accordé à ces individus.
La question du langage chez les animaux est également soulevée.

### Théorie du contrat social
Défendue par Carl Cohen, Roger Scruton et, en France, Francis Wolff, cette théorie consiste à voir les droits comme résultat d’un contrat social. Corollaire : seuls les êtres capables de réciprocité morale peuvent avoir des droits, autrement dit il ne peut y avoir de droit sans devoir. Les animaux n’étant capables de comprendre ni la notion de droit, ni celle de réciprocité, ils ne peuvent avoir de droits.
Outre que l’absence de réciprocité chez les animaux est contestée par des travaux éthologiques, se pose ici encore la question des cas marginaux, les humains incapables de réciprocité : les nouveau-nés et les jeunes enfants, certains handicapés mentaux ou victimes de maladies neurodégénératives, ainsi que les générations futures. La réponse des théoriciens du contrat social est qu’il ne faut pas traiter les individus selon leurs caractéristiques propres, mais selon les caractéristiques « typiques » de leur espèce, ou plutôt certaines caractéristiques « typiques » (personne ne propose de cesser de soigner les malades au motif que l’humain typique est en bonne santé !) choisies par ces auteurs[pas clair].
En considérant qu’il faut traiter les individus sur la base de certaines caractéristiques moyennes de leur espèce, ils s’opposent frontalement aux partisans des droits des animaux pour qui on doit traiter les individus en fonction de leurs caractéristiques propres. Il faut aussi noter que les droits des animaux ont été défendus y compris dans le cadre théorique du contrat social.

### Théorie du contrat domestique
Selon des auteurs comme Jocelyne Porcher, Raphaël Larrère ou Catherine Larrère, les animaux peuvent passer un contrat « symbolique » avec leur propriétaire : c’est le contrat domestique, une sorte de « contrat de travail », ou « échange de services » entre l’éleveur et ses animaux. Les termes de ce contrat sont les suivants: l'éleveur travaille en prodiguant des soins aux animaux et ces derniers, en échange, lui donnent le fruit de leur travail, c’est-à-dire leur chair, et acceptent donc de mourir lors de l’abattage. Cependant, un contrat nécessite l'accord des deux parties et le consentement des animaux semble rester purement hypothétique dans la théorie du contrat domestique, ce qui suscite de nombreuses critiques des défenseurs des droits des animaux qui affirment notamment que les animaux « refusent leur mise à mort ».

#### En français
- Éric Baratay, Et l'homme créa l'animal : Histoire d'une condition., Odile Jacob, 2003
- Baratay, Éric, La société des animaux, de la Révolution à la Libération., La Martinière, 2008
- Bernardina, Sergio Dalla, L’éloquence des bêtes, Métailié. 2006
- Bismuth, Régis et Marchadier, Fabien, Sensibilité animale : perspectives juridiques, Paris : CNRS éditions, 2015.
- Boltanski, Luc. La souffrance à distance : morale humanitaire, médias et politique, Métailié, 1993
- Boisseau-Sowinski, Lucille et Tharaud, Delphine (sous la direction de), Les liens entre éthique et droit : l'exemple de la question animale, Paris, l'Harmattan, collection Le droit aujourd'hui 2019. [Fait suite à un colloque tenu à Limoges le 10 novembre 2016]
- Florence Burgat, Animal mon prochain, Paris, Odile Jacob, 1997
- Burgat, Florence, Être le bien d'un autre, Paris, Payot & Rivages, 2018
- Burgat, Florence, Liberté et inquiétude de la vie animale, Kimé, 2007
- Chapouthier, George, Les Droits de l'animal, PUF, « Que sais-je ? », 1992
- Chapouthier, Georges et Nouët, Jean-Claude (dir.), Les Droits de l'animal aujourd'hui., Arléa, 1997
- Code de l'animal, 2e éd., textes mis à jour au 19 mars 2019 sous la direction de Jean-Pierre Marguénaud, etc. et de Jacques Leroy, préface de Florence Burgat, Paris, LexisNexis, 2019.
- Christen, Yves, L'animal est-il une personne ?, Flammarion, 2009
- Boris Cyrulnik, Peter Singer, Élisabeth de Fontenay, Les animaux aussi ont des droits, Seuil, 2013  (ISBN 978-2021107708)
- Brels, Sabine, Le droit du bien-être animal dans le monde : évolution et universalisation, Paris, l'Harmattan, 2017
- Code Wallon du Bien-être animal : conscients, sensibles et vivants comme nous, Moniteur belge, Bruxelles, SPW éditions, 2018 (en ligne, page consultée le 29 janvier 2020).
- Danten, Charles, Le prix du bonheur I. Le mythe de l'animal-roi, Éditions Smashwords, 2013
- Danten, Charles, Le prix du bonheur II. Le mythe de l'enfant-roi, Éditions Smashwords, 2013
- Dossche, Florence, Le droit des animaux : perspectives d'avenir, Bruxelles, Larcier légal, 2019
- Falaise, Muriel, Droit animalier, 2e édition, Bréal, collection "Lexifac. Droit", 2020
- de Fontenay, Élisabeth Le silence des bêtes, la philosophie à l'épreuve de l'animalité, éditions Fayard, ,1998
- Francione, Gary, Introduction aux droits des animaux, Éditions l'Âge d'Homme, coll. « V », 2015  (ISBN 978-2-8251-4470-1) [lire en ligne (page consultée le 29/09/2015)]
- Hild, Sophie et Schweitzer, Louis (dir.), Le bien-être animal : de la science au droit, Paris, l'Harmattan, collection "Colloques & rencontres : lettres et sciences humaines" 2018.
- Landry, Caroline, Le Scandale de l’animal business, Éditions du Rocher, 2009
- Marguénaud, Jean-Pierre Burgat,Florence, Leroy,Jacques Le droit animalier, PUF, 2016  (ISBN 978-2-1306-3060-9)
- Mercier, Katherine, Lomellini-Dereclenne, Anne-Claire, Le droit de l'animal, Issy-les-Moulineaux, LGDJ, 2017
- Morales Frénoy, Cathy, Le droit animal, Paris,l'Harmattan, collection "Bibliothèque de droit : manuel", 2017
- Réal, Jean, Bêtes et juges, Buchet-Chastel, 2006
- Reboul, Olivier, Langage et idéologie, Paris, PUF, 1980
- Regad, Caroline, Riot,Cédric , Schmitt, Sylvie, La personnalité juridique de l'animal. 1, L'animal de compagnie, [actes du] colloque organisé par le CDPC, Paris, LexisNexis, 2018
- Regad, Caroline, Riot,Cédric, La personnalité juridique de l'animal..2, Les animaux liés à un fonds : les animaux de rente, de divertissement, d'expérimentation, [actes du] colloque organisé par le CDPC de l'Université de Toulon, Paris, LexisNexis, 2020.
- Reus, Estiva. « Utilitarisme et anti-utilitarisme dans l'éthique contemporaine de l'égalité animale. » Cahiers antispécistes;, n° 32, mars 2010
- Reus, Estiva. « Quels droits politiques pour les animaux ? - Introduction à Zoopolis de Sue Donaldson et Will Kymlicka », ECA, septembre 2014
- Peter Singer, La Libération animale (1975), Paris, Payot, coll. « Petite Bibliothèque Payot », 2012
- Testu, François Xavier, Ne dénaturez pas les animaux, Robert Laffont, coll. « Mauvais Esprit », 2016
- Utria, Enrique, Droits des animaux, théories d'un mouvement., Association Droits des animaux, 2007
- Vadakarn, Jean Luc, Parle à mon chien ma tête est malade, 1992
- Jean-Baptiste Jeangène Vilmer, Éthique animale., Paris, PUF, 2008
- Vilmer, Jean-Baptiste Jeangène (dir.), Anthologie d'éthique animale, Paris, PUF, 2011

#### En anglais
- (en) Armstrong, Susan et Botzler, Richard.The Animal Ethics Reader. Londres. Routledge. 2003
- Andrews, Kristin, Chimpanzee rights : the philosophers' brief, Abington, Oxon ; New York : Routledge, 2019
- Blattner, Charlotte E, Protecting animals within and across borders : extraterritorial jurisdiction and the challenges of globalisation, Oxford, Oxford university press, 2019
- (en) Danten Charles, Slaves of our Affection. The mythe of the Happy Pet, Éditions Smashwords, 2013
- (en) Donahue, Jesse, Increasing legal rights for zoo animals, Lanham, USA:" Lexington books", 2019
- Favre, David S, Animal law : welfare, interests, and rights , New York : Wolters Kluwer, 2020
- (en) Herscovic Alan, Second Nature. The Animal-rights Controversy, Toronto, 1991
- (en) Hoffer, Eric, The true believer: Thoughts on the nature of mass movements, Perennial Classics, 1952
- (en) Kalof, Linda, The Oxford handbook of animal studies, New York : Oxford University Press, collection "Oxford Handbooks", 2017
- (en) Will Kymlicka et Sue Donaldson, Zoopolis: A Political Theory of Animal Rights, Oxford University Press (États-Unis), 2011  (ISBN 978-0199-5996-60)
- (en) Tom Regan, The Case for Animal Rights (1983), University of California Press, 2004
- (en) Rollin, Bernard E. Animal Rights & Human Morality. Prometheus Books. 2006
- Scholtz, Werner, Animal welfare and international environmental law : from conservation to compassion, Cheltenham : Edward Elgar, 2019
- (en) Peter Singer, In Defense of Animals: The Second Wave., Wiley-Blackwell, 2005
- (en) Singer, Brent A., « An Extension of Rawls' Theory of Justice to Environmental Ethics », Environmental Ethics 10, 1988, pp. 217-231
- (en) Cass Sunstein et Nussbaum, (dir.), Animal Rights : Current Debates and New Directions., Oxford University Press (États-Unis) ; nouvelle édition, 2005
- (en) Spiegel, Marjory, The Dreaded Comparison: Human and Animal Slavery, Mirror books, 1996
- (en) Tuan, Yi-Fu, Dominance and affection. The making of pets, Yale University Press, 1984
- (en) Van DeVeer, Donald, « Of Beasts, Persons, and the Original Position. », The Monist; 62, 1979, pp. 368-377, 1984
- (en) West, Patrick, Conspicuous Compassion: Why sometimes it really is cruel to be kind, Civitas, VII et 2, 2004
- (en) Wong, Rebecca W.Y., The illegal wildlife trade in China: understanding the distribution networks, Cham, Suisse, Palgrave Macmillan, collection "Palgrave Studies in Green Criminology" 2019.

#### En italien
- (it) Cesare Goretti, « L'animale quale soggetto di diritto » (L'animal comme sujet de droit) in Rivista di filosofia. 1928: 348

#### En espagnol
- Baltasar, Basilio (coord.) ; Wagensberg, Jorge, El derecho de los animales, Madrid : Marcial Pons, Ediciones Jurídicas y Sociales,2015
- Contreras López, Carlos Andrés , Régimen jurídico de los animales en Chile, Colombia y Argentina : antecedentes, codificación y desarrollo legislativo, Valencia : Tirant lo Blanch, 2016
- González Guisasola, Graciela, Derechos de los animales ? : la vida come a la vida, Saarbrücken : Ed. Académica Española, 2012
- Roca Fernández-Castanys, María Luisa, El transporte intracomunitario de animales de compañía, Madrid : Reus editorial, 2018
- Rogel Vide, Carlos, Los animales en el código civil, Madrid : Editorial Reus, 2017